# Unikalny użytkownik
Unikalny użytkownik (lub unikatowy, niepowtarzalny od ang. unique user – UU) – termin określający użytkownika identyfikowanego na podstawie używanego przez niego adresu IP komputera albo, częściej, na podstawie danych z ciasteczek zapisanych w jego przeglądarce, identyfikujących użytkownika korzystającego z danej strony internetowej.
Do momentu wprowadzenia sposobów ustalania liczby unikalnych użytkowników liczyło się pojedyncze wizyty lub odsłony stron WWW. Liczba pojedynczych odsłon stron nie jest jednak dobrą miarą ich popularności, gdyż jedna osoba może ich wykonywać setki nawet jednego dnia.
Unikalny użytkownik jest zwykle rozpoznawany na podstawie mechanizmu ciasteczek. Badanie to ma podstawową wadę, gdyż w rzeczywistości mierzy liczbę komputerów, z których następowały odsłony stron nie biorąc pod uwagę faktu, że z jednego komputera może korzystać wiele osób, oraz że jedna osoba może korzystać z wielu komputerów, lub może czyścić dane po każdym zamknięciu przeglądarki zaglądając na daną stronę z wyczyszczonymi ciasteczkami wiele razy jednego dnia (co jest odbierane jako pierwsza wizyta nowego unikalnego użytkownika). Aby uwiarygodnić statystycznie wyniki oparte na mechanizmie ciasteczek bierze się pod uwagę dane o średniej liczbie użytkowników jednego komputera, jednak nie bierze się pod uwagę ile procent użytkowników czyści ciasteczka po zamknięciu przeglądarki (co w zasadzie może być istotniejsze w miarodajności oceny liczby unikalnych użytkowników, niż średnia liczba użytkowników jednego komputera). W ten sposób funkcjonuje np. usługa Net Track.
W Polsce badaniem liczby unikatowych użytkowników zajmują się m.in.:
- Net Track – wykonuje pomiary, wykorzystując mechanizm ciasteczek i badanie ogólnego składu całej populacji internautów
- Gemius – wykonuje pomiary, wykorzystując mechanizm ciasteczek
- PBI (Polskie Badania Internetu Sp. z o.o.) – oferuje wszystkie rodzaje badań[1]

W metodyce badań Internetu istnieje także pojęcie rzeczywistego użytkownika (ang. real user), które jest zwykle oszacowaniem liczby osób korzystających z Internetu (czy też danego serwisu internetowego) na podstawie danych o UU oraz badań panelowych.